# 神村幸子
神村 幸子（かみむら さちこ、12月30日 -  ）は、日本の女性アニメーター、イラストレーター。新潟県出身。

## 概要
東京ムービーを経て現在はフリーランス。大学、専門学校の講師としても活躍している。文化庁メディア芸術祭審査委員やウォルト・ディズニー・アニメーション・ジャパンの講師を務めるなど日本を代表する女性アニメーターである。
夫はアニメ監督のこだま兼嗣。

## 来歴
以前は『アリオン』、『風と木の詩』、『ヴイナス戦記』と安彦良和監督作品に参加することが多かった。そのため、よく安彦の弟子と語られることが多いがこれは間違いである。もともと神村は東京ムービー系のスタジオイルカ所属である。安彦との初仕事もアリオンであり、プロデューサー経由で『キャッツ・アイ』の原画を安彦に見せ、参加を認められた。そのため、アリオン以前に安彦との関わり合いはない。
安彦はアリオンでの神村との出会いについて「（神村の原画を）見せてもらったら、滅茶苦茶上手くて。『この人は帰しちゃダメだ！』って。いやもう、カモがネギを背負って来た感じで、そういう人はちょっといなかった。」と語り、また当時アリオンの制作は逼迫しており「スタッフが薄い」「上手い人がいない」と不満に思っていたときに神村と出会ったため「いきなり大黒柱ですよ。面倒なところはみんな神村さんにやってもらっていた。」とのこと。
現在は絵コンテ仕事がメインである。

## 人物
安彦はインタビューで、神村は姉御肌で顔が広いと言われている。血液型A型。

## 参加作品

### テレビアニメ
- 元祖天才バカボン（1975年）動画（児玉幸子名義）
- ルパン三世 (TV第2シリーズ)（1977年）原画・動画（児玉幸子名義）
- 日生ファミリースペシャル「二十四の瞳」（1980年）アニメーター（児玉幸子名義）
- おはよう!スパンク（1981年）原画（児玉幸子名義）
- キャッツ♥アイ（1983年）原画
- みゆき（1983年）作画監督・原画
- ルパン三世 PARTIII（1984年）作画監督
- タッチ（1985年）作画監督
- 機動戦士ガンダムΖΖ（1986年）原画・作画監督
- がんばれ!キッカーズ（1986年）オープニング・エンディングアニメーション
- 銀河探査2100年 ボーダープラネット（1986年）作画監督 （NTV系『24時間テレビ アニメスペシャル』内）
- シティーハンター（1987年）キャラクターデザイン・作画監督・原画
- きまぐれオレンジ☆ロード（1987年）原画
- ピーターパンの冒険（1989年）原画
- ジャングル大帝（1989年）エンディングアニメーション
- ママは小学4年生（1992年）キャラクターデザイン
- あずみマンマ・ミーア（1997年）キャラクターデザイン
- 白鯨 メカニック作画監督
- マシュランボー（2000年）キャラクターデザイン、総作画監督
- 名探偵コナン（2001年）エンディング絵コンテ
- あたしンち（2002年）原画・作画監督
- アストロボーイ・鉄腕アトム（2003年）デザイン協力
- 人間交差点 HUMAN SCRAMBLE（2003年）キャラクターデザイン
- ブラック・ジャック（2004年）メインキャラクターデザイン、総作画監督、エンディングアニメーション
- ブラック・ジャック21（2006年）メインキャラクターデザイン
- 蟲師（2006年）原画
- タカネの自転車（2008年）キャラクターデザイン、作画監督
- ジャングル大帝 -勇気が未来をかえる-（2009年）原画

### 劇場アニメ
- アリオン（1986年）原画
- ヴイナス戦記（1989年）作画監督
- シティーハンター 愛と宿命のマグナム（1989年）キャラクターデザイン、OP・ED原画
- シティーハンター ベイシティーウォーズ（1990年）キャラクターデザイン
- シティーハンター 百万ドルの陰謀（1990年）キャラクターデザイン、作画監督
- アルスラーン戦記（1991年）キャラクターデザイン
- アルスラーン戦記II（1992年）キャラクターデザイン
- ドラえもん映画作品全般（大山ドラ時代）原画
- 名探偵コナン 迷宮の十字路（2003年）デザインワークス
- デジモンテイマーズ 原画

### OVA
- 風と木の詩（1987年）キャラクターデザイン、作画監督
- アルスラーン戦記III（東の城、西の城）（1993年）キャラクターデザイン
- アルスラーン戦記IV（汗血公路）（1993年）キャラクターデザイン
- アルスラーン戦記V（征馬孤影・上）（1995年）キャラクターデザイン
- アルスラーン戦記VI（征馬孤影・下）（1995年）キャラクターデザイン
- やじきた学園道中記 ED

### ゲーム
- デッドフォース（1994年）キャラクターデザイン
- ブレインロード（1994年）キャラクターデザイン
- ミスティックドラグーン（1999年）キャラクターデザイン

### 漫画
- たべものにはいつも感謝のココロ 徳間書店アニメージュ
- ゲーム虎の穴 隔週刊ドリマガ
- アイシテル物語（2006年）季刊ぷっちぐみ

### 小説
- ネオ・マイス（全4巻、上杉光名義、スニーカー文庫）

1. 六家再臨（1993年（平成五年）6月1日初版発行、ISBN 4-04-414801-5）
2. 流光断つ（1993年（平成五年）10月1日初版発行、ISBN 4-04-414802-3）
3. 風の閃影（1994年（平成六年）2月1日初版発行、ISBN 4-04-414803-1）
4. 飛鳥封（1994年（平成六年）4月1日初版発行、ISBN 4-04-414804-X）

- 次元城TOKYO（全3巻、上杉光名義、スニーカー文庫）
- 魔導師さまの弟子なのだ。ソロモンの封印（上杉光名義、ポプラ社）

## 書籍
- 絵を描く仕事で成功するテクニック ルーミスの体験に基づく「光とカゲ」や「パース」から学ぶ（監修）
- アニメーションの基礎知識大百科
- 『ガーディアン 神村幸子画集』
- ミスティックドラグーン・マテリアルズ
- シティーハンターアニメスペシャル
- アルスラーン戦記 ニュータイプ100% COLLECTION

## その他
- アニメーション神戸 神戸市主催 ワークショップ講師（1999年 - ）
- ウォルト・ディズニー・アニメーション・ジャパンのアーティスト教育担当
- アニメーション講座 衛星放送 デジタルアニメーション特別講師
- 京都精華大学 非常勤講師（2002年・2007年）
- 文化庁メディア芸術祭 審査委員（2003年 - 2005年）
- 技能五輪全国大会 競技委員 中央職業能力開発協会（2005年 - ）
- 4年制大学での即戦力アニメーター育成カリキュラム勉強会主催（2005年）
- アニメーター養成プロジェクト指導講師 日本動画協会 経済産業省支援 厚生労働省（2006年 - 2014年3月）
- 神戸芸術工科大学非常勤講師（2006年 - ）
- 第8回ジャパンエキスポ フランス パリ・ノールヴィルパント展示会会場 講演会ゲスト（2007年7月）
- TOYAKOマンガ・アニメフェスタ 第1回ポスターキャラクターデザイン（2010年）
- 開志専門職大学 アニメ・マンガ学部 学部長・教授（2021年 - 2023年）
- 開志専門職大学 アニメ・マンガ学部 客員教授（2023年 - ）